# Distrikt Daniel Hernández
Der Distrikt Daniel Hernández liegt in der Provinz Tayacaja in der Region Huancavelica im Südwesten von Zentral-Peru. Der Distrikt wurde am 9. Januar 1956 gegründet. Benannt wurde der Distrikt nach Daniel Hernández Morillo (1856–1932), einem Maler aus der Region, der erster Direktor der nationalen Kunstakademie (Escuela Nacional de Bellas Artes.) in Lima war.
Der Distrikt besitzt eine Fläche von 105 km². Beim Zensus 2017 wurden 9611 Einwohner gezählt. Im Jahr 1993 lag die Einwohnerzahl bei 8285, im Jahr 2007 bei 9752. Sitz der Distriktverwaltung ist die 3280 m hoch gelegene Kleinstadt Mariscal Cáceres mit 5577 Einwohnern (Stand 2017). Mariscal Cáceres ist ein östlicher Vorort der Provinzhauptstadt Pampas.

## Geographische Lage
Der Distrikt Daniel Hernández liegt in der peruanischen Zentralkordillere südzentral in der Provinz Tayacaja. Der Río Upamayu durchquert den Distrikt in nordöstlicher Richtung und mündet im äußersten Nordosten des Distrikts in den Río Mantaro. Der Río Huanchuy begrenzt den Distrikt im Norden.
Der Distrikt Daniel Hernández grenzt im Westen an die Distrikte Pampas und Santiago de Tucuma, im Norden an die Distrikte Huaribamba, Salcabamba und Quishuar, im äußersten Nordosten an den Distrikt Andaymarca, im Osten an den Distrikt Colcabamba sowie im äußersten Südosten an den Distrikt Quichuas.

## Ortschaften
Im Distrikt gibt es neben dem Hauptort folgende größere Ortschaften:
- Atocc (230 Einwohner)
- Chilcas (342 Einwohner)
- La Colpa (202 Einwohner)
- Paltarumi (537 Einwohner)
- Pampa Blanca (369 Einwohner)
- Rundo (384 Einwohner)